# Varipodida
Ordre
Les Varipodida sont un ordre d'amibozoaires (amibes) de la classe des Variosea.

## Liste des familles
Selon IRMNG (22 mars 2025) :
- Flamellidae Lahr & Katz in Lahr et al., 2011

Selon The Taxonomicon (22 mars 2025) :
- Acramoebidae Smirnov et al., 2008
- Filamoebidae Cavalier-Smith, 2004
- Stereomyxidae Grell, 1966

Selon Catalogue of Life (22 mars 2025) :
- Acramoebidae Smirnov et al., 2008
- Filamoebidae Cavalier-Smith, 2004

Selon GBIF (22 mars 2025) :
- Acramoebidae Smirnov et al., 2008
- Filamoebidae Cavalier-Smith, 2004
- Flamellidae Lahr, Grant, Nguyen, Lin & Katz, 2011

## Systématique
Le nom valide complet (avec auteur) de ce taxon est Varipodida Cavalier-Smith in Cavalier-Smith et al., 2004.
Varipodida a pour synonyme : Gracilipodida Lahr & Katz in Lahr et al., 2011